# Het Gebaar (restaurant)
Het Gebaar is een restaurant van Roger van Damme in Antwerpen centrum. Het is gespecialiseerd in nagerechten maar heeft ook een lunchkaart.

## Algemeen
Het restaurant opende in 1994, in een soort peperkoekenhuisje, in de Antwerpse plantentuin aan de Leopoldstraat.
Chef Roger van Damme serveert er door de week voor- en hoofdgerechten als middagmaal en zijn vermaarde nagerechten als kleine kunstwerken. Voor de liefhebbers van klassiekers is er ook nog altijd zijn Crêpe Roger van Damme, dit zijn pannenkoeken met vanille en bijpassende garnituur.
Begin juni 2025 bevestigde van Damme dat hij op 27 juni 2025 na 31 jaar stopt met zijn restaurant Het Gebaar. Hij kondigde aan om meer tijd te gaan besteden aan zijn kookacademie in Schoten en zijn high teas in het Antwerpse Botanic Sanctuary. 